# Ona strada bagnada
Ona strada bagnada è un cortometraggio 35mm del 1999 diretto da Lamberto Caimi. È uno dei pochissimi film professionali interamente in dialetto milanese.

## Trama
Dopo trent'anni di lavoro, un barcaiolo si trova improvvisamente disoccupato. Il film si svolge sulla base dei suoi ricordi dei viaggi lungo il Naviglio Grande, attraverso una serie di testi della letteratura milanese e lombarda.

## Riconoscimenti
- 1999 - Premio Kodak
  - Per la miglior fotografia
- 1999 - Cortocinema
  - Primo premio
- 1999 - Premio Studio Universal